# إيليا مارتينوف
إيليا مارتينوف (الروسية: Илья Мартынов) هو لاعب كرة قدم روسي في مركز الدفاع، ولد في 25 يناير 2000 في روستوف على نهر الدون في روسيا. لعب مع نادي كراسنودار.

## وصلات خارجية
- إيليا مارتينوف على موقع قاعدة بيانات كرة القدم.إي يو (الإنجليزية)
- إيليا مارتينوف على موقع Soccerway.com (الإنجليزية)